# Rumänische Diaspora

Die weltweite rumänische Diaspora

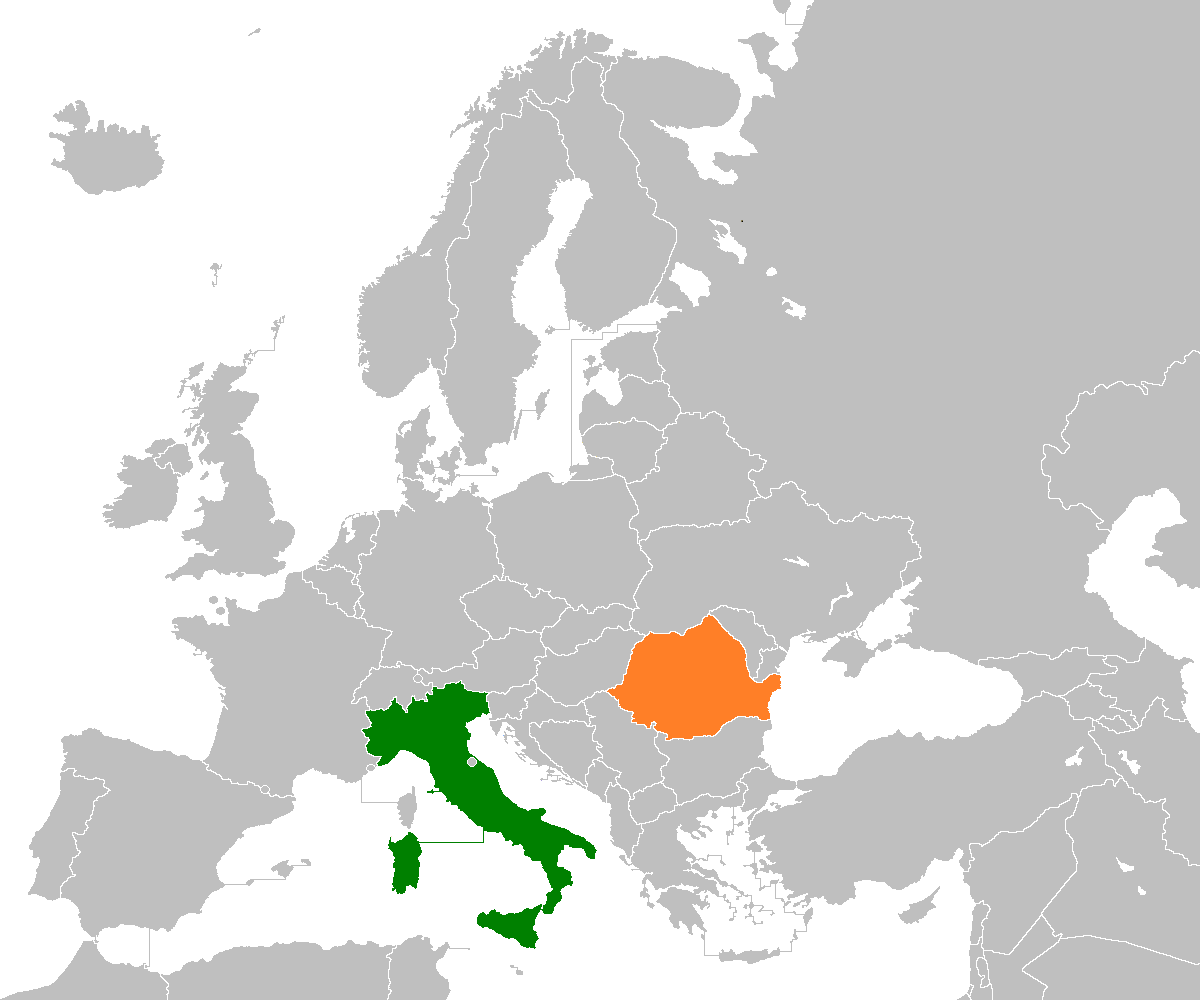
Italien als zentrales Emigrationsland der rumänischen Diaspora

Die rumänische Diaspora ist die ethnisch rumänische Bevölkerung außerhalb Rumäniens und der Republik Moldau. Der Begriff umfasst in der Regel nicht die ethnischen Rumänen, die in benachbarten Staaten leben, vor allem jene Rumänen, die in der Ukraine, Ungarn, Serbien und Bulgarien leben. Daher wird die Zahl aller Rumänen im Ausland auf etwa 4–12 Millionen Menschen geschätzt. 2015/16 lebten mehr als 97 % der rumänischen Emigranten in OECD-Ländern, und etwa 90 % der rumänischen Emigranten in OECD-Ländern lebten in Europa, wobei Italien das häufigste Wohnsitzland war. Die große Mehrheit der rumänischen Emigranten lebt in nur zehn Ländern, wobei die häufigsten Länder Italien, Deutschland, Spanien, das Vereinigte Königreich, die Vereinigten Staaten, Ungarn, Frankreich und Kanada sind.

## Geschichte

### Mittelalter bis Neuzeit
Walachische Siedler emigrierten bereits zwischen dem frühen 14. und späten 19. Jahrhundert in Regionen des Balkans, Mährens und des Osmanischen Reiches.
→ Hauptartikel: Walachen, Aromunen

### 20./21. Jahrhundert
Nach der rumänischen Revolution von 1989 wurde die Auswanderung liberalisiert und in den 1990er Jahren waren Deutschland, Ungarn, Israel, die Vereinigten Staaten und Kanada die wichtigsten Zielländer für rumänische Auswanderer. Nach einer weiteren Liberalisierung in den Jahren 1999 und 2002 und insbesondere nach dem Beitritt Rumäniens zur Europäischen Union im Jahr 2007 wurden Italien, Spanien, das Vereinigte Königreich und andere EU-Länder zu wichtigen Zielländern.
→ Hauptartikel: Rumänen in Italien
Im Jahr 2006 schätzte der damalige rumänische Staatspräsident Traian Băsescu die rumänische Diaspora auf etwa 8 Millionen Menschen. Im Dezember 2013 erklärte Cristian David, der Regierungsminister für die Abteilung für Rumänen im Ausland (rumänisch Românii de Pretutindeni), dass zwischen 6 und 8 Millionen Rumänen außerhalb der rumänischen Grenzen leben. Die Zahl  in Westeuropa schwanke zwischen  2,7 und 3,5 Millionen Rumänen.
Darüber hinaus hat sich die rumänische Diaspora sei den Wahlen 2009 zu einer starken politischen und die rumänische Gesellschaft modernisierenden Kraft entwickelt. Bei den Präsidentschaftswahlen 2014 war die Stimmabgabe in der Diaspora schlecht organisiert und führte zu Protesten in mehreren europäischen Großstädten. Die Stimmen der Diaspora spielten eine wichtige Rolle für das Endergebnis. Fünf Jahre später, bei den Präsidentschaftswahlen 2019, wurde der damalige Mitte-rechts-Kandidat und amtierende Präsident Klaus Johannis erneut mit überwältigender Mehrheit auch von der rumänischen Diaspora gewählt.

## Verteilung nach Ländern
| Land                   | Jahr | Schätzwerte |
| ---------------------- | ---- | ----------- |
| Argentinien            |      | 1.000       |
| Australien             | 2011 | 20.998      |
| Österreich             | 2021 | 132.000     |
| Belgien                | 2020 | 105.358     |
| Brasilien              |      | 7.393       |
| Bulgarien              | 2011 | 891         |
| Kanada                 | 2021 | 215.885     |
| Chile                  |      | 1.000       |
| Volksrepublik China    |      | 1.320       |
| Kolumbien              |      | 350         |
| Kuba                   |      | 100         |
| Zypern                 | 2011 | 24.376      |
| Tschechien             | 2018 | 14.684      |
| Dänemark               | 2022 | 43.312      |
| Ägypten                |      | 420         |
| Finnland               | 2021 | 5.628       |
| Frankreich             | 2019 | 133.000     |
| Deutschland            | 2020 | 799.180     |
| Griechenland           | 2011 | 46.523      |
| Ungarn                 | 2011 | 30.924      |
| Irland                 | 2016 | 29.186      |
| Israel                 | 2020 | 86.200      |
| Italien                | 2022 | 1.083.771   |
| Japan                  |      | 10.000      |
| Jordanien              |      | 4.000       |
| Kasachstan             | 2009 | 14.666      |
| Luxemburg              | 2019 | 5.209       |
| Malta                  | 2016 | 1.262       |
| Monaco                 |      | 250         |
| Niederlande            | 2019 | 34.185      |
| Neuseeland             | 2018 | 1.485       |
| Norwegen               | 2022 | 18.877      |
| Portugal               | 2015 | 39.000      |
| Russland               | 2010 | 3.201       |
| San Marino             | 2018 | 283         |
| Serbien                | 2022 | 23.044      |
| Singapur               |      | 400         |
| Slowakei               | 2017 | 8.474       |
| Südafrika              |      | 3.000       |
| Südkorea               |      | 634         |
| Spanien                | 2022 | 1.079.726   |
| Schweden               | 2021 | 33.695      |
| Schweiz                | 2022 | 27.299      |
| Türkei                 |      | 14.000      |
| Ukraine                | 2001 | 150.989     |
| Vereinigtes Königreich | 2021 | 539.000     |
| Vereinigte Staaten     | 2010 | 447.293     |